# Бондково (гміна)
Гміна Бондково (пол. Gmina Bądkowo) — сільська гміна у північній Польщі. Належить до Александровського повіту Куявсько-Поморського воєводства.
Станом на 31 грудня 2011 у гміні проживали 4471 особа.

## Площа
Згідно з даними за 2007 рік площа гміни становила 79.70 км², у тому числі:
- орні землі: 96.00%
- ліси: 1.00%

Таким чином, площа гміни становить 16.76% площі повіту.

## Населення
Станом на 31 грудня 2011:
| Опис     | Загалом | Загалом | Чоловіки | Чоловіки | Жінки | Жінки |
| -------- | ------- | ------- | -------- | -------- | ----- | ----- |
| одиниця  | осіб    | %       | осіб     | %        | осіб  | %     |
| все      | 4471    | 100     | 2229     | 49.85    | 2242  | 50.15 |
| міське   | 0       | 100     | 0        |          | 0     |       |
| сільське | 4471    | 100     | 2229     | 49.85    | 2242  | 50.15 |

## Сусідні гміни
Гміна Бондково межує з такими гмінами: Бжешць-Куявський, Конецьк, Любане, Осенцини, Ваґанець, Закшево.